# Zoom
Pour les articles homonymes, voir Zoom (homonymie).
 (août 2018).
Si vous disposez d'ouvrages ou d'articles de référence ou si vous connaissez des sites web de qualité traitant du thème abordé ici, merci de compléter l'article en donnant les références utiles à sa vérifiabilité et en les liant à la section « Notes et références ».

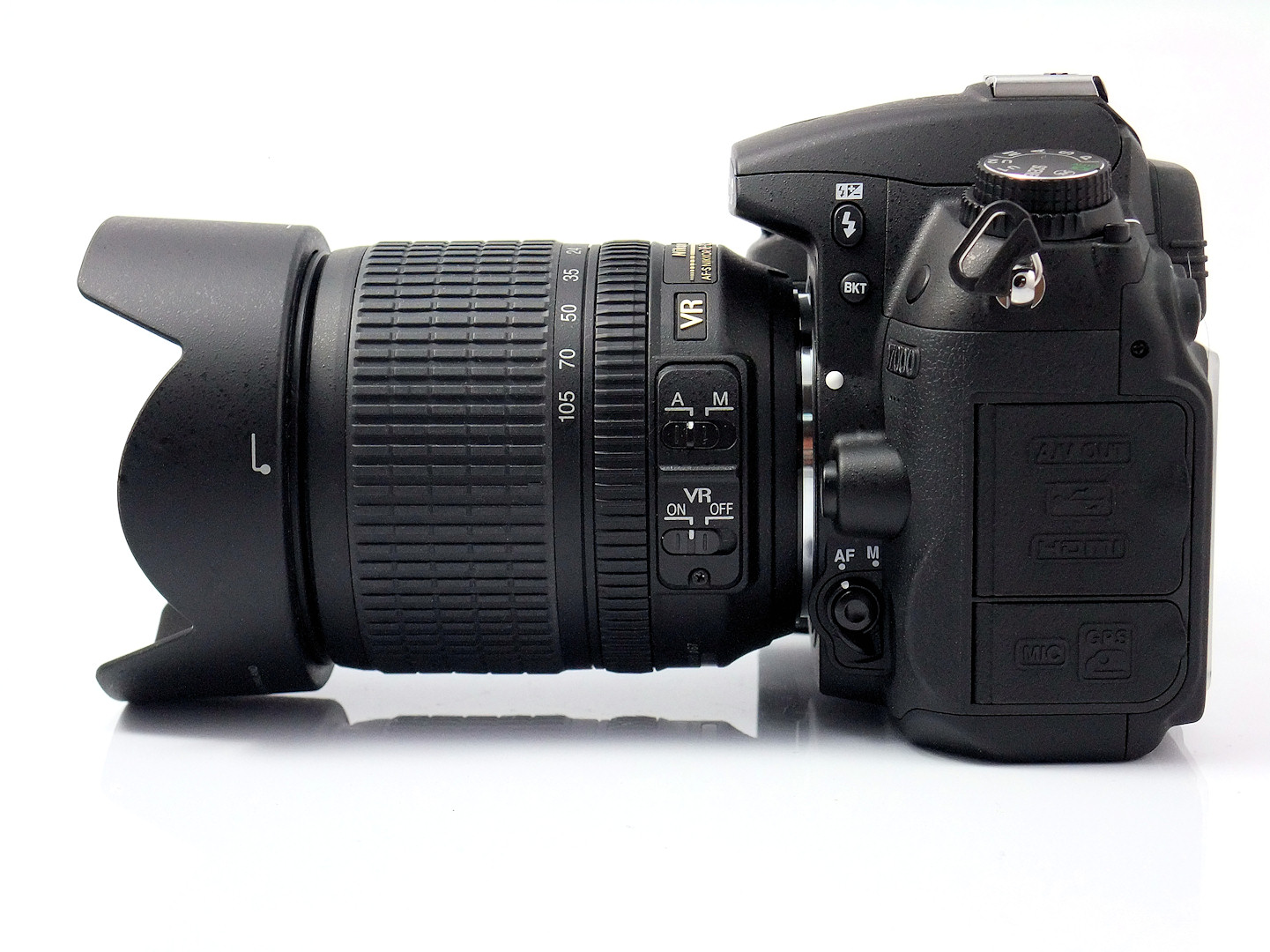
Appareil photo Nikon D7000 avec zoom 18-105 mm comportant, à l'avant, une large bague pour les focales et, à l'arrière, une petite bague pour la mise au point manuelle.

Un zoom est un objectif à focale variable. Une commande — bague, levier, molette, manivelle ou moteur — déplace un ou plusieurs groupes de lentilles à l'intérieur de l'objectif, ce qui modifie de manière continue le grandissement, donc l'angle de champ couvert par l'objectif.
Conçus à l'origine pour le cinéma (le premier film utilisant cet effet, Le Coup de foudre est sorti en 1927), les zooms proprement dits conservent en outre la mise au point. Ces objectifs complexes ont pris leur essor au tournant des années 1950 sur la base de deux formules, le Pan Cinor à compensation optique de Roger Cuvillier et le Zoom à compensation mécanique de Pierre Angénieux. Leur usage s'est généralisé depuis les années 1960 à d'autres applications : appareils photographiques, projecteurs, loupes binoculaires, lunettes d'approche, périscopes…
Le « zoom » en tant qu'effet cinématographique est aussi appelé « travelling optique ». À la différence du travelling par déplacement de la caméra, il modifie la distance apparente entre les objets du champ et la perspective.

## Utilisation

Placé pour une vue d'ensemble un zoom avant et un déplacement vers le sujet donnent un gros plan de composition différente

Un zoom permet d'éviter de changer d'objectif. C'est son principal avantage, qui peut être aussi un inconvénient au niveau artistique. La focale utilisée gouverne le rapport entre le sujet et le fond. Avec une longue focale, on ne voit qu'une petite partie du décor, généralement floue ; avec une courte focale, on situe le premier plan dans le paysage. La focale courte dilate les distances en profondeur : les objets éloignés deviennent rapidement plus petits. Un zoom permet d'obtenir rapidement un cadrage large ou serré depuis l'endroit où l'on est ; mais il peut être préférable de se déplacer par rapport au sujet pour le cadrer différemment, en tenant compte du décor. Sans empêcher un comportement plus créatif, l'utilisation d'un zoom y incitera moins que la possession d'un nombre limité de focales fixes.
Un zoom bien réglé conserve le point ; on fait le point à la longue focale avec facilité et précision, pour laquelle la profondeur de champ est faible, avant de revenir à la valeur de cadre de départ.
Pour les usages photographiques les plus courants, le zoom remplace une série d'objectifs à focale fixe. Il réduit les manipulations, l'encombrement et le prix d'achat de l'équipement complet. La plupart des appareils photo sont aujourd'hui vendus avec des zooms. Lorsqu'un usage précis, souvent professionnel, exige la meilleure qualité optique ou la luminosité maximale, ou le poids et l'encombrement minimaux, des objectifs de focale fixe conviennent mieux qu'un zoom.
En prise de vues vidéo le zoom a presque l'exclusivité. Adopté dès sa mise au point à la télévision, le zoom est devenu l'objectif standard en peu d'années. Les facilités et les abus de zoom ne font pas oublier son utilisation comme effet : en combinaison avec le travelling, comme expression de l'attention soudaine du personnage sur un détail de la scène.

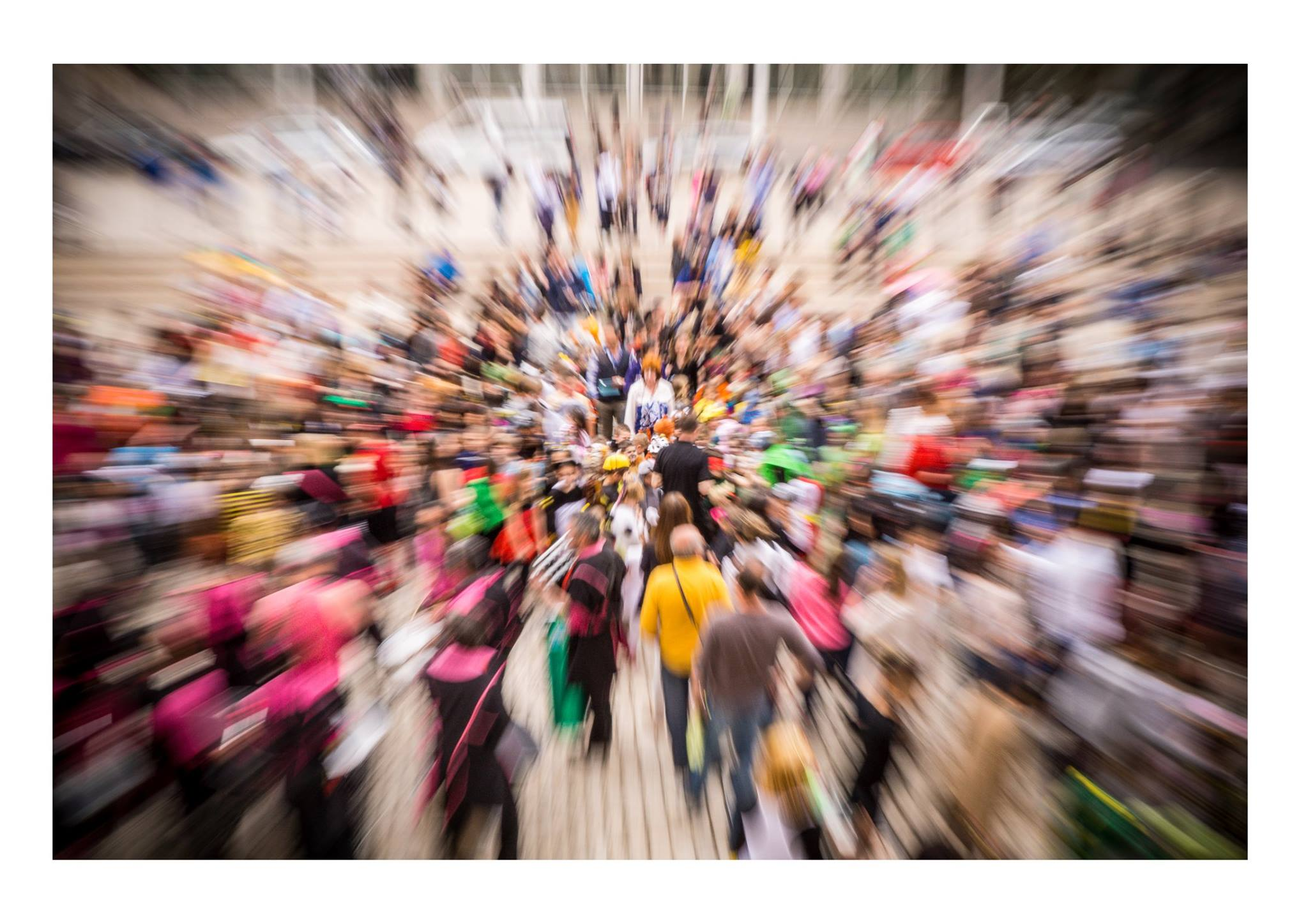
Exemple d'« explozoom ».

Certains photographes se servent du changement de focale pour réaliser un effet particulier : l'« explozoom ». Il s'agit de modifier la focale en passant d'un plan serré à un plus large pendant le temps d'exposition. Ce procédé garde le point central net, tandis qu'autour de lui tout devient flou et crée une sorte de tunnel qui dirige l'attention vers le centre[réf. souhaitée].

## Caractéristiques
Alors que pour un objectif à focale fixe, on précise la focale suivie quelquefois de l'ouverture, par exemple : 50 mm f/1,4, pour un zoom, on donne la gamme de variation de focale de la plus petite à la plus grande sous la forme de deux nombres séparés par un tiret. On peut faire suivre cette indication de l'ouverture du zoom aux focales extrêmes selon une syntaxe voisine.
Par exemple :
- 28-70 mm f/2,8 pour un zoom dont la pleine ouverture est constante ;
- 70-300 mm f/4-5,6 pour un zoom de pleine ouverture f/4 à 70 mm et f/5,6 à 300 mm, etc.

On dira alors que l'ouverture est flottante (f/4-5,6).
Le rapport numérique entre la plus longue et la plus courte focale est appelé rapport, « amplitude » ou encore « puissance » du zoom, on utilise quelquefois, à tort, le terme anglais « range »[réf. souhaitée].
En photographie au format 24 × 36, la référence est par convention la focale de 50 mm. La diagonale du champ est à peu près la distance à l'objectif. Elle correspond approximativement à l'ouverture de champ de la perspective classique, pour laquelle on ne perçoit pas de déformation du sujet. Il faut diviser la longueur focale par 50 pour connaître son véritable facteur de grossissement par rapport à la focale normale :
- 100 mm = 2x
- 200 mm = 4x
- 300 mm = 6x

## Construction

### Mécanique
La plupart des zooms disposent de deux bagues de réglage rotatives. La bague à l'arrière de l'objectif permet de régler la focale. La bague située à l'avant permet de régler (ou de retoucher si on utilise l'autofocus) la distance de mise au point. Ces zooms sont qualifiés de zooms « 2 bagues ». C'était du moins le cas du temps de la mise au point manuelle. Avec l'autofocus, la bague de réglage de la focale est généralement passée à l'avant et la bague de mise au point, généralement à l'arrière, a fortement rétréci car son utilisation est devenue occasionnelle. Dans la pratique seule la bague des focales est vraiment utilisée par le plus grand nombre.
Il existe également des zooms monobagues, dont la rotation permet de régler ou retoucher la distance de mise au point, alors que pour modifier la focale, il faut la faire coulisser d'avant en arrière. La plupart du temps, en poussant la bague vers l'avant, on allongera la focale de l'objectif. Les zooms monobagues sont également appelés zooms « à pompe ». Il s'agit surtout de télézooms, même si dans les années 1980, le transtandard Vivitar 35-80 mm f/2,8 était un zoom à pompe. Ce type de zoom, très pratique dans un système à mise au point manuelle, a disparu car les zooms sont aujourd'hui autofocus (comme toutes les optiques récentes) et ce mode de construction est incompatible avec cette fonction.
Les zooms destinés à la prise de vues vidéo sont souvent équipés d'un moteur permettant un changement fluide de focale.

### Optique

Principe du zoom.

Le zoom comporte plusieurs groupes de lentilles dont certains sont mobiles : ce qui permet d'en faire varier la distance focale entre deux valeurs extrêmes. Il peut se décomposer en un objectif à focale fixe (le corps arrière), comprenant le diaphragme, précédé d'un système afocal à rapport variable, selon la position du groupe mobile.
Si l'on fait un parallèle avec la construction optique des objectifs grand angle et des téléobjectifs, on peut déduire que si un bloc optique fortement convergent ou fortement divergent se déplace d'avant en arrière, de telle manière que dans une position extrême le bloc avant de l'objectif soit globalement divergent et le bloc arrière globalement convergent, alors que dans l'autre position extrême le bloc avant de l'objectif sera convergent et le bloc arrière divergent, on aura dans le premier cas un grand angle, et dans le deuxième un téléobjectif.
Pour conserver la netteté du sujet lors de la variation de focale, des rampes déplacent le corps arrière lors d'un changement de focale.
La longueur totale de l'objectif peut changer lors de la variation de focale. L'objectif des zooms grand public s'allonge en même temps que la focale. Certains disposent d'un bouton de verrouillage pour empêcher cet allongement lorsque l'objectif est transporté lentille frontale vers le bas. Dans d'autres cas la longueur minimale correspond à une focale intermédiaire, et l'objectif s'allonge à la fois en position grand angle et en position téléobjectif. Pour d'autres enfin, c'est en raccourcissant la focale que le bloc optique frontal avance.

### Défauts optiques des zooms
Un zoom est au moins sujet aux mêmes défauts optiques que les focales fixes qu'il remplace. Certains de ces défauts sont plus évidents lors du changement de focale.

#### Distorsion
La distorsion est un défaut que possèdent tous les zooms du fait des dissymétries au niveau de la disposition des lentilles.
Un zoom transtandard présente couramment une forte distorsion en barillet à sa plus courte focale. Cette distorsion diminue rapidement lorsqu'on augmente la focale de quelques millimètres, puis, après être passé par une focale sans distorsion, on obtient une distorsion en coussinet en général plus modérée, mais sur une plus longue plage focale.
Un télézoom d'amplitude modérée (3x), peut lui aussi avoir une (légère) distorsion en barillet à sa plus courte focale, mais aura une distorsion en croissant aux focales supérieures. En général, la distorsion reste modérée sur un télézoom. Sur certains modèles elle est imperceptible dans la plupart des cas. Les télézooms de grande amplitude ont proportionnellement davantage de distorsion.
Un zoom grand angle présente une distorsion en barillet à sa plus courte focale. Cette distorsion diminue régulièrement avec l'augmentation de la focale, mais il peut encore subsister une légère distorsion (en barillet ou en croissant) à la focale la plus longue. En théorie, ce sont les zooms grand angle qui devraient présenter les distorsions les plus importantes. Dans la pratique, si le fabricant choisit de bien corriger ce défaut, notamment au moyen de lentilles asphériques, on peut atteindre des grands angles extrêmes avec une distorsion très modérée. Le 12-24 mm de Sigma n'a pas plus de distorsion que de bien plus banals 35-70 mm.

#### Vignettage
Le vignettage est surtout présent à pleine ouverture en position grand angle, que l'on utilise un zoom grand angle ou un zoom transtandard. En augmentant la focale d'un zoom, le vignettage devient plus modéré voire imperceptible. Les télézooms n'ont pratiquement pas de vignettage.
Les objectifs lumineux, qui ont une ouverture constante de f/2,8 ont moins de vignettage à la plus courte focale que des objectifs équivalents mais de luminosité plus modeste. Cela vient du fait que, pour garder une ouverture constante à toutes les focales, le diaphragme se ferme en position grand angle, réduisant ainsi le vignettage à la focale où il serait le plus important.

## Avantages et inconvénients

### Luminosité
Si l'on cherche des objectifs lumineux, une ouverture de f/1,8 peut être trouvée avec des focales fixes pour toutes les focales de 20 à 85 mm. Pour les 50 mm, l'ouverture de f/1,4 est courante. En comparaison, les zooms transtandards lumineux n'ouvrent qu'à f/2,8 et reçoivent donc 2,5 fois moins de lumière que les focales fixes équivalentes, ou même quatre fois moins qu'un objectif ouvrant à f/1,4.
Entre un téléobjectif de 200 mm (ouvrant facilement à f/4) et la focale 200 mm d'un zoom transtandard 28-200 ou 24-200, ou 18-200 pour un appareil numérique, dont la pleine ouverture est de f/6,3 il y a le même écart de luminosité. Et dans ce cas-là, il pourra rendre l'autofocus inopérant sur le zoom, alors qu'il n'y aura aucun problème avec la focale fixe. On peut toutefois choisir une possibilité intermédiaire en utilisant à 200 mm un 70-300 mm f/4-5,6 qui ne devrait pas faire patauger l'autofocus. Ces problèmes sont toutefois rares avec les systèmes autofocus récents beaucoup plus sensibles et performants.
Pour de nombreux usages, la luminosité relativement faible des zooms est efficacement compensée par la généralisation de la stabilisation. Ainsi les zooms standards fournis en kit par Canon et Nikon sur la plupart de leurs reflex grand public sont stabilisés et une stabilisation du capteur est intégrée par des constructeurs comme Olympus, Pentax et Sony. Pour des sujets statiques ou peu mobiles, les résultats peuvent se révéler supérieurs à ceux d'une coûteuse optique lumineuse, souvent dépourvue de stabilisation, puisque le gain peut atteindre 7 IL 

### Encombrement
En 24 × 36, un zoom transtandard lumineux dépasse les 10 cm de long et les 7 cm de diamètre. En proportion, une focale fixe de 20 à 85 mm prendra beaucoup moins de place et aura sur l'appareil un aspect plus discret. Mais si l'on doit acheter trois objectifs ou plus pour remplacer un zoom, le gain de place unitaire ne se retrouvera pas au niveau de l'encombrement final.
Un zoom transtandard d'amplitude 3 et de luminosité moyenne aura quant à lui l'encombrement de la focale la plus longue qu'il remplace. Et si l'on choisit un transtandard de forte amplitude, on aura certes un objectif plus encombrant, mais il pourra remplacer cinq ou six focales fixes.
Dans le domaine des télézooms, à la focale la plus courte, l'objectif reste assez long. Par exemple le 50-500 mm de Sigma mesure 22 cm à sa focale la plus courte et pèse 1,8 kg, soit autour de sept fois plus en longueur et en poids qu'un 50 mm de focale fixe. Mais là aussi, vu qu'il remplace plusieurs téléobjectifs dont un 500 mm, le choix du zoom est intéressant.
Toutefois, ce qui est vrai pour le 24 × 36 ne l'est plus dans d'autres systèmes. En particulier, le système Micro quatre-tiers permet de réduire très significativement l'encombrement du matériel. Ainsi peut-on disposer aujourd'hui de zooms de bonnes performances, et de très petite taille. On trouve ainsi dans ce système des zooms transtandards relativement lumineux pour une gamme focale assez entendue (par exemple un 12-60 à ouverture glissante f/2,8-4 et de moins de 9 cm de longueur, soit l'équivalent d'un 24-120 mm en 24 × 36), et des télézooms jusqu'à 400 mm (soit 800 mm en 24 × 36), d'une longueur optique non déployée inférieure à 18 cm.
On trouve aussi des zooms pour des formats plus grands que le 24x36 (moyen format), dont l'encombrement est alors plus important.

### Prix d'achat
Le prix d'achat d'un instrument optique est lié non seulement aux difficultés de fabrication mais aussi au nombre d'exemplaires que le fabricant pense vendre. Une focale fixe moderne comporte 10 à 15 lentilles, alors qu'un zoom en aura 15 à 20. Finalement, l'écart est faible[réf. souhaitée].
Dans la pratique, les zooms étant à présent les objectifs qui se vendent le mieux, ils ne sont guère plus coûteux que des focales fixes. Et de plus en plus, les fabricants proposent une majorité de zooms dans leur gamme, les focales fixes étant réservées pour les utilisations spéciales (objectifs très lumineux, focales extrêmes, objectifs spéciaux). Il faut toutefois faire la différence entre les zooms grand public d'ouverture moyenne, et généralement variable avec la focale choisie, des zooms haut de gamme offrant une bonne ouverture (généralement 2,8) constante avec la focale. Ces derniers modèles peuvent atteindre des prix importants limitant leur diffusion aux professionnels et aux amateurs exigeants et fortunés.

## Catégories
Comme pour les focales fixes où l'on distingue les objectifs grand angle, les focales standard et les téléobjectifs, il est courant de classer les zooms en fonction des focales qu'ils couvrent.
Cette classification dépend du positionnement des focales extrêmes du zoom par rapport à la focale standard correspondant à la diagonale de l'image. La focale standard est théoriquement de 43 mm pour les images 24 × 36 mm, mais on prend souvent 50 mm, environ 30 mm pour les capteurs d'appareils photo numériques reflex, voire moins en cinéma, et 25 mm en Micro quatre-tiers, par analogie avec le 24 × 36 (le rapport entre les deux formats étant de deux).

### Zoom standard (appelé aussi «transtandard»)

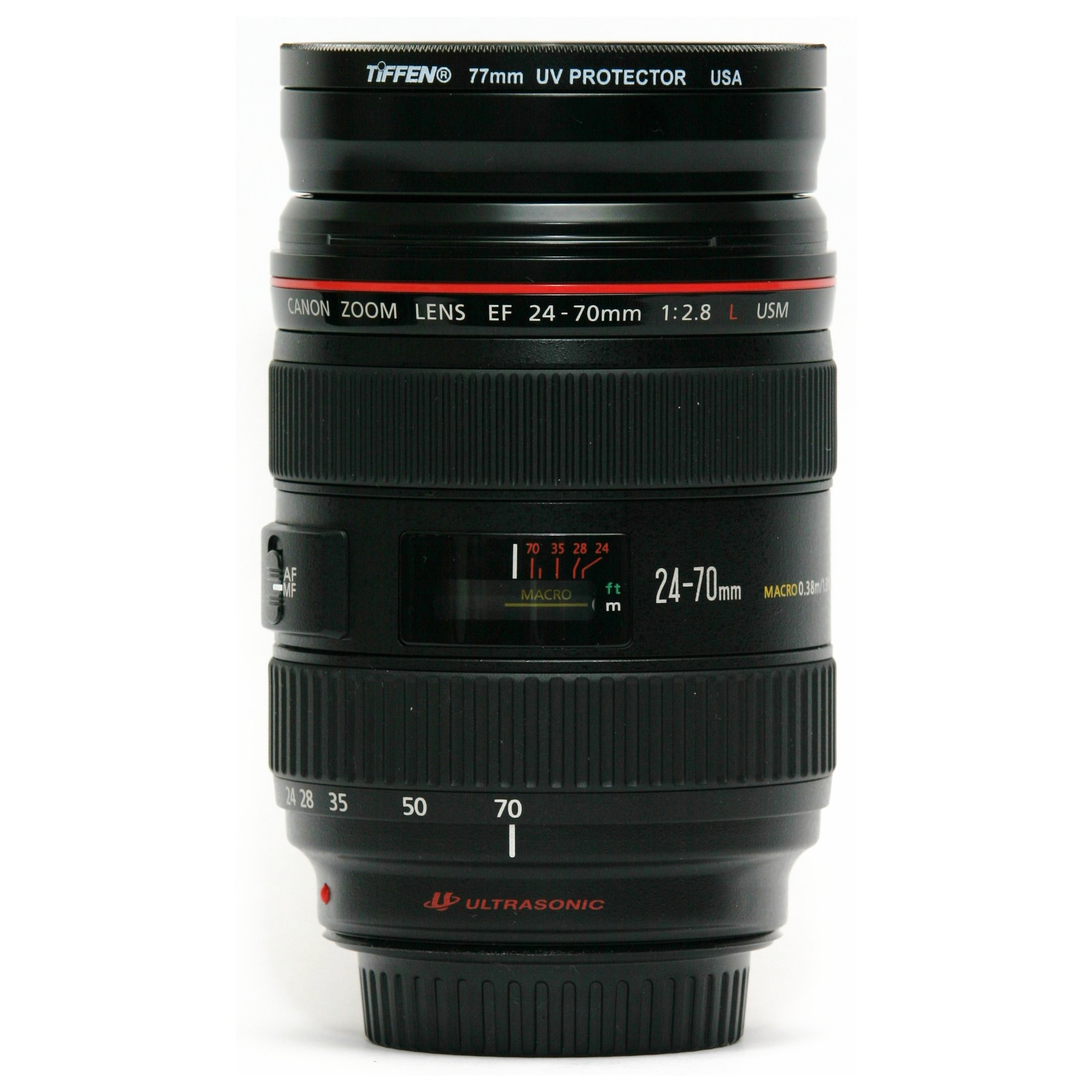
Zoom Canon 24-70 mm f/2.8.

La focale la plus courte de ces zooms est inférieure à la focale standard, alors que la focale la plus longue la dépasse quelquefois de beaucoup.
Un zoom « transtandard » couvrira donc au moins les focales allant du semi-grand angle au petit téléobjectif : le 35-70 mm était courant au début des années 1990. Mais depuis, ont été développées des optiques offrant une amplitude bien plus grande.
Actuellement, pour le format 24 × 36, les gammes de focales des zooms transtandards les plus courantes sont :
- 28-70 mm, 28-85 mm, 28-105 mm, 28-135 mm, 28-200 mm, voire 28-300 mm ;
- 24-70 mm, 24-85 mm, 24-135 mm, 24-200 mm.

En Micro quatre-tiers, les gammes de focales courantes sont les suivantes, avec des ouvertures comme f/2 pour le plus lumineux :
- 12-32 mm, 12-40 mm, 12-50 mm, 12-60 mm, soit en équivalent 24 × 36 : respectivement 24-64 mm, 24-80 mm, 24-100 mm, 24-120 mm
- 14-42 mm, soit en équivalent 24 × 36 : 28-84 mm

Les fabricants proposent également en Micro quatre-tiers des zooms dont la plus faible focale est de 12 ou de 14 mm et dont la plus grande atteint ou dépasse 100 mm : 140 ou 150 mm sont courants et il s'agit alors de superzooms traités plus loin.
Les zooms transtandards sont les zooms les plus utilisés, avec l'augmentation de leur amplitude, c'est souvent le seul objectif que possèdent beaucoup de photographes amateurs. Les zooms transtandards de forte amplitude font l'objet de compromis optiques. Leur qualité est souvent perfectible aux focales extrêmes, le problème étant avant tout d'en limiter le prix.
Il existe tout de même des zooms transtandards haut de gamme (et donc coûteux) comme le 35-350 mm de Canon ou dans une moindre mesure le 24-120 mm de Nikon. Les zooms transtandards lumineux : 28-70 mm f/2,8 et 24-70 mm f/2,8 sont eux aussi de meilleure qualité mais plus coûteux et leur amplitude reste limitée.
L'apparition d'appareils photo numériques à « petit capteur » (APS-C) a amené les fabricants à proposer des zooms transtandards adaptés. La focale standard de ces appareils étant d'environ 30 mm, les transtandards proposés sont des 18-50 mm, 18-70 mm, 18-105 mm et 18-135 mm.
Là encore, le zooms transtandards lumineux sont de faible amplitude : 17-50 et 18-50 mm f/2,8 ,
17-70 mm f/2,8-4.
La différence d'aspect d'un même objet photographié avec un objectif grand angle selon qu'il est au centre ou à la périphérie de l'image, serait gênante en cinéma pour des objets animés. Aussi, dans le domaine de la vidéo et du cinéma, les objectifs utilisés sont des télézooms. Leur focale commence à la focale standard et de fortes amplitudes de l'ordre de 12x sont fréquentes.

### Superzoom

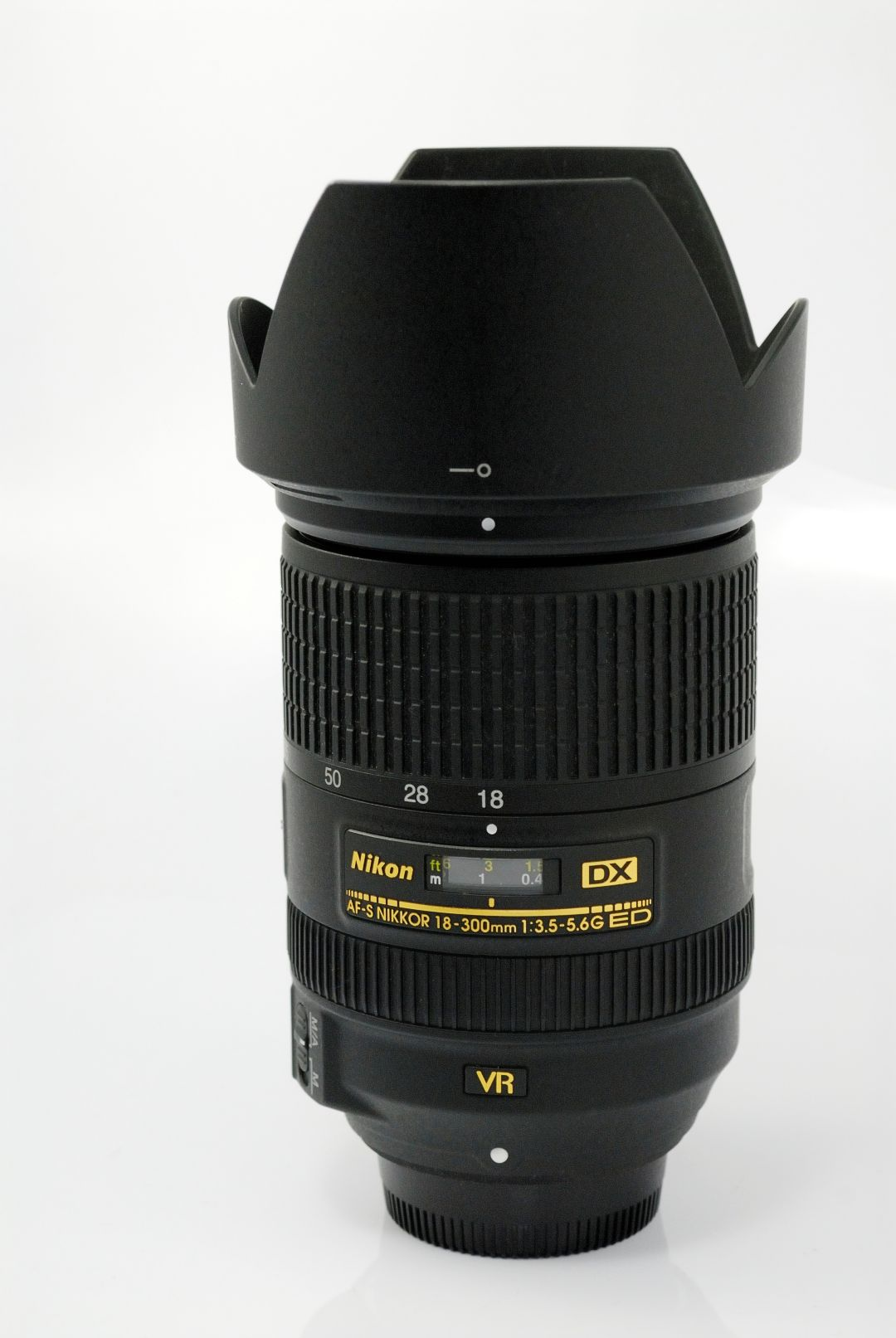
Zoom Nikon DX 18-300 mm pour boîtier à capteur APS-C.

Les superzooms sont des zooms transtandards à forte amplitude, typiquement de 10x ou plus. En format 24 × 36, Canon et Nikon proposent un 28–300 mm. Il est difficile d'aller au-delà sans que le poids et l'encombrement ne deviennent un obstacle.
Les appareils à capteur de taille réduite, APS-C et format 4/3, ont aussi permis la réalisation de zooms à très fort rapport comme les 18-200 mm (rapport 11,1) et jusqu'à 18-300 mm (rapport 16,7) chez Nikon. Ces zooms permettent de couvrir l'essentiel des besoins tout en restant d'un poids et d'un encombrement raisonnables. Leur luminosité relativement faible est bien compensée par l'adjonction d'un système de stabilisation, au moins pour les usages courants. Les modèles haut de gamme, proposés par Canon et Nikon, sont relativement onéreux mais aussi un peu plus lumineux que les modèles courants : l'ouverture à la focale maximale est de 5,6 au lieu de 6,3.
Pour le format Micro 4/3, Panasonic/Lumix propose un 4-5,8/14-140 mm et Olympus un 4-5,6/14-150 mm, tous deux dotés d'un autofocus silencieux adapté à la vidéo.

### Zoom grand angle
Ce sont des zooms pour lesquels la focale la plus longue reste inférieure ou égale à la focale standard. Il s'agit de zooms dépassant très rarement l'amplitude 2 et l'offre des fabricants n'a évolué que très lentement.
Si le 25-50 mm Tokina du début des années 1980 était un zoom grand angle (plus proche d'un 25-45 mm au niveau des focales réelles), au début des années 1990, les 20-35 mm étaient ce qui se faisait de mieux pour la courte focale.
Au milieu des années 1990, Sigma a été le premier fabricant à proposer un zoom de focale inférieure avec un 18-35 mm[réf. nécessaire]. Depuis, beaucoup de fabricants ont proposé des 17-35 mm, mais Sigma reste recordman du monde dans les courtes focales avec son 12-24 mm (couvrant tous deux le format 24 × 36 mm).
Pour les appareils photo numériques à capteur APS-C, Nikon a été le premier à présenter un zoom grand angle en 2003 avec le Nikkor AF-S DX 12-24 mm f/4G. Il existe désormais des zooms grand angle chez la plupart des marques : 11-18 mm Tamron, 10-20 mm Sigma, 10-22 mm Canon, et même 10-24 mm chez Nikon. En 2010, Sigma a sorti un zoom 8-16 mm, à la focale minimale record pour le format APS (« petit capteur »).
En système Micro quatre-tiers, la petite taille du capteur exige des longueurs focales extrêmement courtes en grand-angle : un 24 mm en 24 × 36 correspond à un 12 mm dans ce système. Les zooms grand-angulaires sont donc rares et relativement onéreux, c'est d'ailleurs dans cette gamme de focales que les objectifs fixes sont les plus nombreux. La gamme de zooms est ainsi limitée chez le duo Lumix- Olympus à un 7-14 mm (équivalent à un 14-28 mm dans le format 24 × 36), un 8-18 mm (équivalent à un 16-36 mm, et un 9-18 mm (équivalent à un 18-36 mm.
Quel que soit le fabricant, ces zooms grand angle sont considérés comme du matériel haut de gamme, complexe et à diffusion relativement restreinte. Ils sont donc en général plus coûteux que les zooms transtandards.

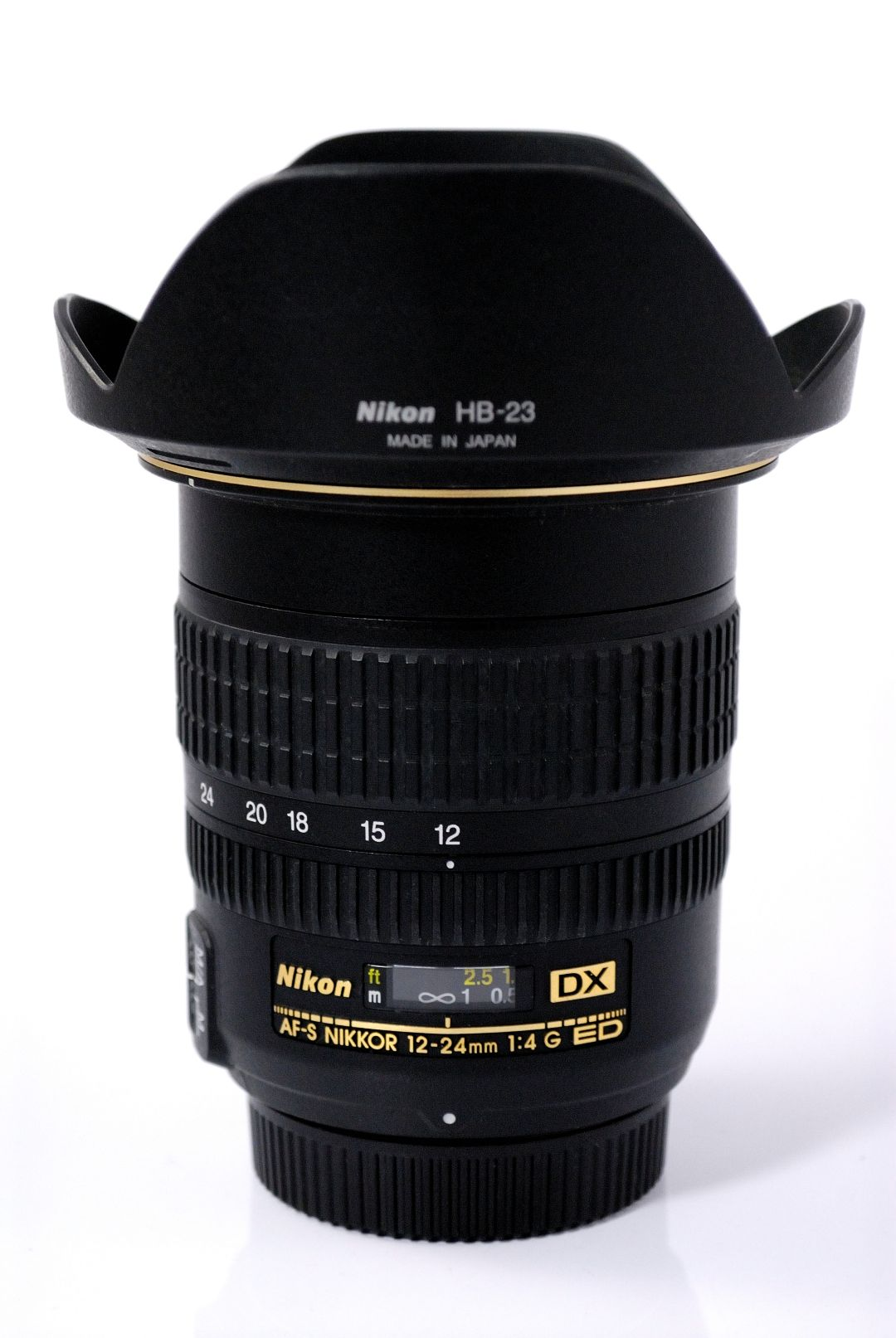
Zoom Nikon AF-S DX 12-24 mm f/4G, premier zoom grand angle pour APS-C.
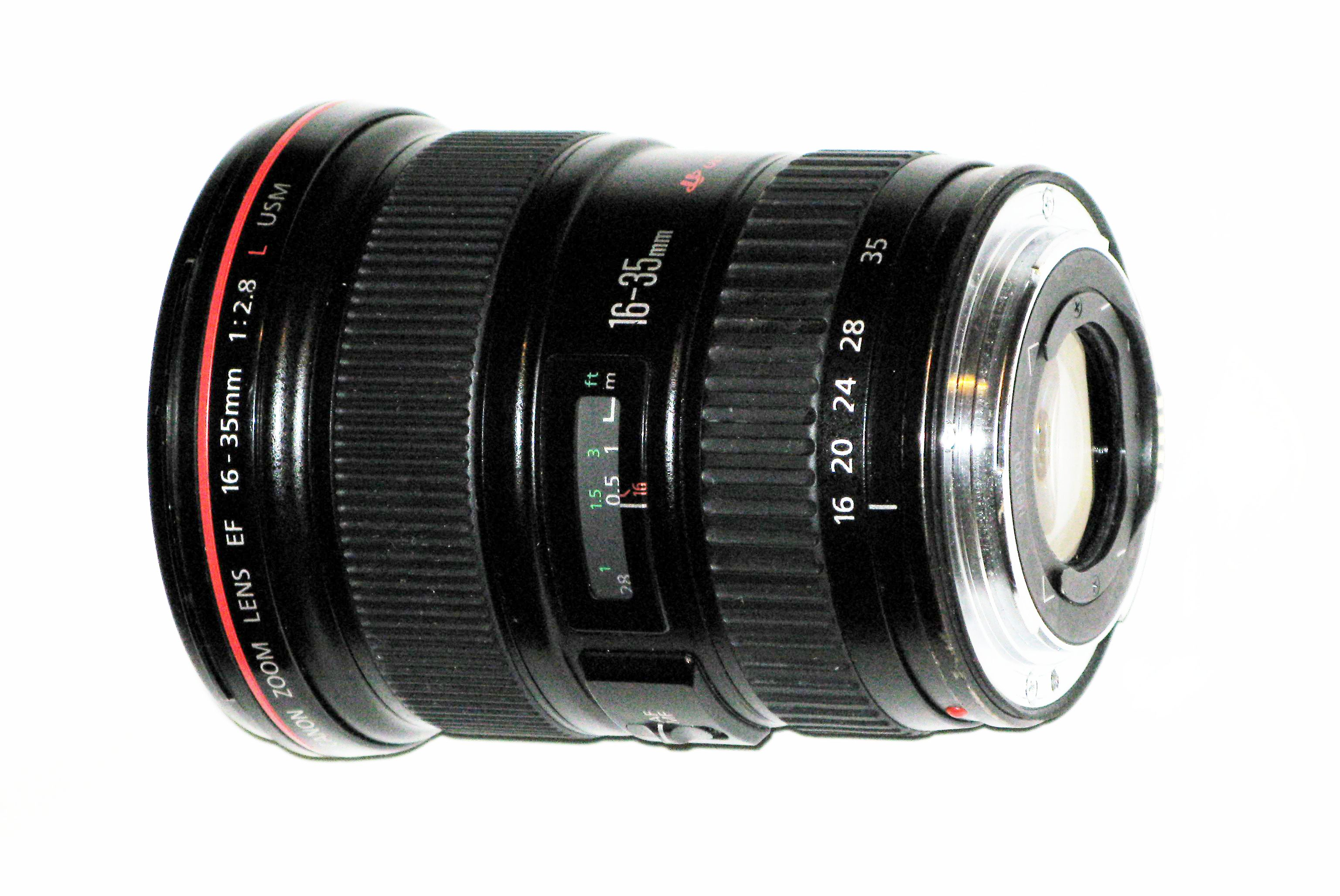
Zoom Canon 16-35 f/2.8.
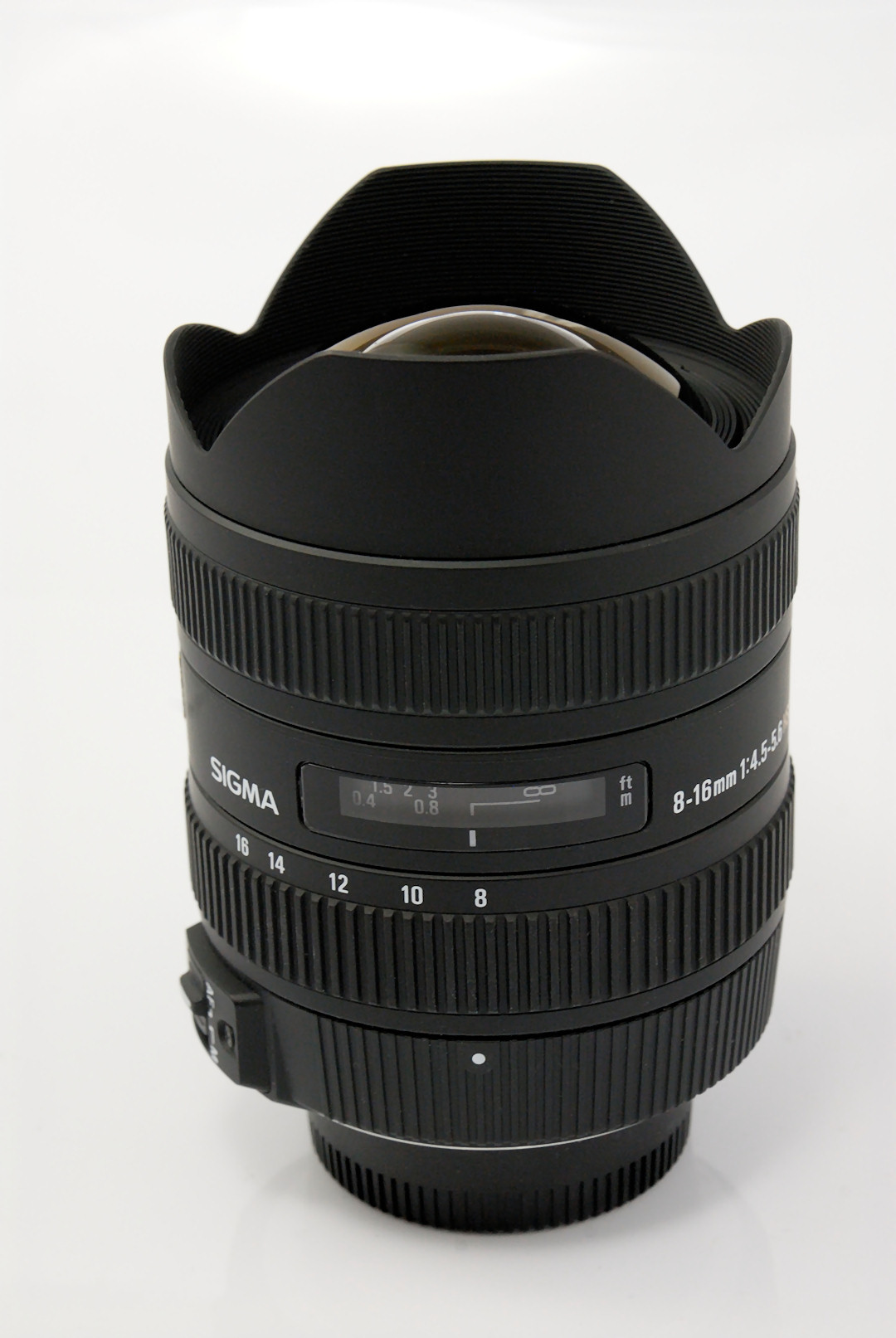
Zoom grand angle Sigma 8-16 mm.

### Télézoom

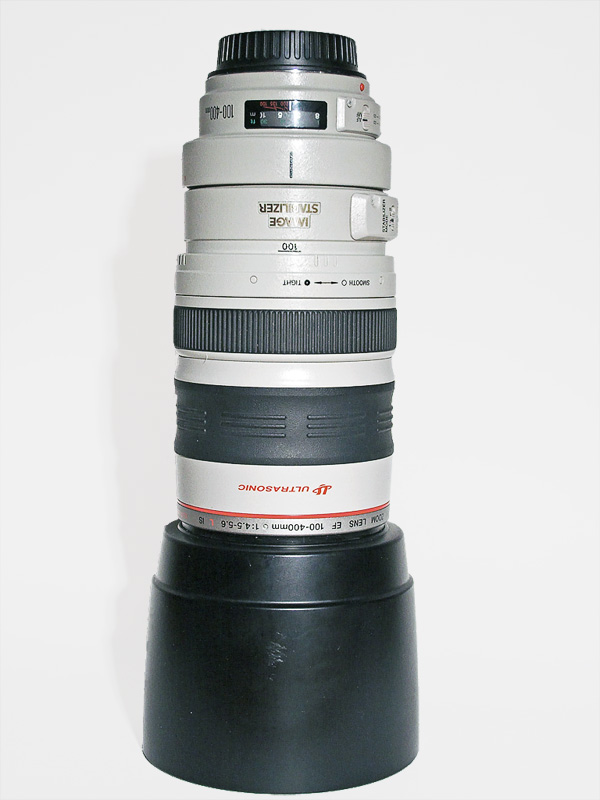
Zoom Canon 100-400mm f/4.5-5.6.

La focale la plus courte de ces zooms est supérieure ou égale à la focale standard.
Dans les années 1980, les télézooms de 80-200 mm ont été parmi les premiers commercialisés. Depuis, plusieurs fabricants proposent des télézooms de 70-300 mm f/4-5,6 (ou 75-300 mm), qui constituent souvent le deuxième zoom acheté par des photographes amateurs en complément d'un zoom transtandard d'amplitude 2,5 à 4.
Les gammes de focales couvertes par les télézooms sont variées et différentes d'un fabricant à l'autre. On trouve notamment :
- des télézooms lumineux mais de faible amplitude : 70-200 mm f/2,8 et 120-300 mm f/2,8 ;
- de nombreux télézooms d'amplitude 3 : 100-300 mm, 135-400 mm, 170-500 mm, 200-600 mm ;
- quelques télézooms équipés d'un stabilisateur optique : 80-400 mm, 100-400 mm ;
- et des télézooms plus extrêmes : 50-500 mm, 300-800 mm.

Mais cette liste est loin d'être exhaustive.
Pour les appareils photo numériques à « petit capteur », l'offre en matière de télézooms jusqu'à l'été 2006 est restée limitée à des 55-200 mm qui offrent les mêmes possibilités de cadrage que des 80-300 mm dans le format 24 × 36, sauf chez Olympus qui proposait des 40-150 mm, 50-200 mm et 90-250 mm (complétés plus tard par un 70-300 mm). De toute façon, concevoir des télézooms destinés à ne fonctionner que sur des appareils photo numériques à petit capteur, n'a qu'un intérêt limité, quand la marque propose déjà une gamme de télézooms qui fonctionnent aussi en 24 × 36.
En Micro quatre-tiers, Panasonic a sorti (dans sa gamme Lumix en association avec Leica) un télézoom 100-400 mm relativement compact, qui équivaut à un 200-800 en 24 × 36, doté d'une stabilisation et d'une fixation pour trépied. La marque vend aussi un 100-300 mm plus conventionnel, qui équivaut à un 200-600 mm. Dans ce système, les gros télézooms restent rares et en nombre équivalent aux grosses focales fixes de 200 ou 300 mm ; en effet ces focales fournissent dans ce format d'importants grossissements d'un intérêt limité pour la majorité des photographes, et sont relativement coûteux.

### Zoom numérique
Certains appareils numériques proposent un « zoom numérique », qui donne un résultat géométriquement semblable à celui d'un changement de la distance focale en conservant celle-ci, mais en diminuant la surface sensible. L'appareil effectue un redimensionnement de l'image et calcule les pixels par interpolation numérique puis filtre passe-haut améliorant la netteté des contours. En vidéo, le logiciel de zoom numérique peut prendre en considération plusieurs images successives.
Le redimensionnement à partir de l'image brute (format RAW) par un logiciel basé sur ordinateur, disposant de plus grande capacité de calcul, entraîne une moindre perte de qualité.

### Étymologie
- Le verbe « to zoom » apparaît en anglais à la fin du XIXe siècle, comme onomatopée pour un vrombissement. Par synecdoque, il désigne un mouvement rapide, comme celui d'une balle de fusil. Il a été appliqué aux avions du début du siècle qui effectuaient des chandelles[6].
- Vers 1935, il est employé pour exprimer un déplacement rapide d'un plan large vers un gros plan à l'aide d'un objectif à focale variable « zoom lens ». Vers 1974 « zoom » peut désigner cet objectif, selon le contexte.
- En 1958, une marque d'objectifs française, Angénieux, dépose le nom « Zoom ». Depuis, le mot zoom désigne génériquement un objectif à focale variable[7].
- Au cinéma et à la télévision, l'objectif à focale variable permet l'exécution de changements de focale au cours d'un plan ou « travellings optiques » selon la terminologie officielle. Il permet le recadrage, la focalisation vers un élément (« zoom-avant ») ou la découverte d'éléments hors-champ par l'élargissement du cadre (« zoom-arrière »). En langage d'opérateur, on dit d'abord « faire un zoom avant » ou « arrière », puis « zoomer » et  « dézoomer », respectivement. « Zooming » est également utilisé[réf. souhaitée].